# Следж, Юджин
Юджин Следж (англ. Eugene Bondurant Sledge; 4 ноября 1923, Мобил, штат Алабама — 3 марта 2001, Монтевалло, штат Алабама) — капрал морской пехоты США, профессор и писатель. Вышедшие в свет в 1981 году, его воспоминания «Со старой гвардией: На Пелелиу и Окинаве» описывают личный боевой опыт во время Второй мировой войны и позже были использованы при создании сериала Тихий океан, где роль Следжа исполнил актёр Джозеф Маццелло.

## Ранние годы
Юджин Следж родился 4 ноября 1923 года и рос в Коттедже Джорджии, Мобил, Алабама,США. Правнук офицеров Конфедератов, Следж рос педантичным и болезненным ребёнком.
Вскоре его отец, доктор по профессии, стал проводить с ним много времени на свежем воздухе, обучая его охоте и рыбалке. В это время его лучшим другом становится Сидней Филлипс.
После атаки на Пёрл-Харбор, 7 декабря 1941 года, Следж пожелал, как и Филлипс вступить в ряды Морской пехоты, но по словам Филлипса, задержался в школе по причине болезни острой ревматической лихорадкой. Остаточные явления в виде ревматического порока сердца помешали Следжу вступить в Корпус Морской пехоты и Филлипс отправился на призывной пункт без него. Следж окончил школу в мае 1942 года, и поступил в высшее военно-учебное заведение, в городе Мерион.

## Военная карьера
Поступив в Военный институт Марион, в декабре 1942 года Следж записался добровольцем в корпус морской пехоты США. Он был определен для прохождения тренировочной программы, где он и половина его отделения «завалилась», в конечном итоге им было разрешено проходить службу и не пропустить войну. По окончании курсов Следж был зачислен в 3-й батальон 5-го полка 1-й дивизии корпуса морской пехоты США. В звании рядового 1-го класса участвовал в сражениях на Пелелиу и Окинаве, в качестве минометчика. Во время своей службы Следж вел записи о случившихся событиях в карманном Новом Завете. Когда война окончилась, эти записи легли в основу воспоминаний «Со старой гвардией: На Пелелиу и Окинаве». Был демобилизован из Морской пехоты в феврале 1946 года в звании капрала.

## После войны
После войны Следж посещал Политехнический Университет Алабамы, где летом 1949 года получил степень бакалавра. Следжу, подобно многим другим ветеранам войны, было сложно приспособиться к гражданской жизни. Заядлый охотник, Следж бросил своё хобби. В период с 1956 по 1960 г. Следж обучался в Флоридском Университете и работал лаборантом. Он опубликовал многочисленное количество работ по гельминтологии и в 1956 г. вступил в Гельмитологическое Общество Вашингтона. В 1960 г. Следж получил докторскую степень в области биологии во Флоридском Университете. С 1959 по 1962 г. работал в отделе растениеводства Департамента сельского хозяйства штат Флорида. Летом 1962 года был назначен помощником профессора биологии в колледже Алабамы (сейчас Университет Монтевалло). В 1970 г. Следж стал профессором и занимал эту должность вплоть до своей пенсии в 1990 году. Он преподавал зоологию, орнитологию, сравнительную анатомию и другие курсы за время его долгого пребывания в должности. Следж был популярен среди студентов, организовывал полевые экспедиции и загородные сборы. Юджин Следж умер после долгой борьбы с раком желудка, в 2001 году. После его смерти остались жена Дженн и двое сыновей: Джонн и Генри.